# WHL 2020/21
Die WHL-Saison 2020/21 war die 55. Spielzeit der Western Hockey League. Sie begann am 26. Februar 2021, endete am 12. Mai 2021 und war ebenso wie die abgebrochene Vorsaison 2019/20 maßgeblich von der anhaltenden COVID-19-Pandemie beeinflusst. In der regulären Saison sollten alle Mannschaften jeweils nur 24 statt der üblichen 68 Partien bestreiten, während ausschließlich innerhalb der jeweiligen Divisions gespielt wurde. Anschließend sollten die Playoffs um den Ed Chynoweth Cup folgen, die jedoch letztlich zum zweiten Mal in Folge nicht ausgetragen wurden.

## Änderungen
Um unnötige Reisen und Grenzübertritte zu vermeiden, sollte jede Mannschaft ihre 24 Partien ausschließlich in ihrer eigenen Division bestreiten, wobei letztlich nicht alle Teams diese Anzahl erreichten. Dabei begann der Spielbetrieb in allen vier Divisions zu unterschiedlichen Zeitpunkten, während teilweise auf das bereits in den Stanley-Cup-Playoffs 2020 erprobte Konzept der „Hub Cities“ zurückgegriffen wurde, also alle Partien an einem Ort ausgetragen wurden.
- Die Central Division begann ihre Saison am 26. Februar 2021 und trug ihre Partien unverändert in den jeweiligen Heimspielstätten aus.[1]
- Die East Division begann ihre Saison am 12. März 2021 und trug alle Partien in der „Hub City“ Regina aus.[2]
- Die U. S. Division begann ihre Saison am 18. März 2021 und trug ihre Partien unverändert in den jeweiligen Heimspielstätten aus.[3]
- Die B. C. Division begann ihre Saison am 26. März 2021 und trug alle Partien in den „Hub Cities“ Kamloops und Kelowna aus.[4]

Erwartungsgemäß wurden alle Partien ohne Zuschauer ausgetragen. Wo und in welchem Modus die Playoffs um den Ed Chynoweth Cup ausgetragen werden, blieb vorerst offen. Im April 2021 gab die Liga bekannt, die Playoffs aufgrund der anhaltenden Pandemie nicht abzuhalten. Die LHJMQ war somit die einzige der drei großen kanadischen Juniorenligen, die einen Playoff-Sieger ausspielte, während die OHL-Saison sowie der Memorial Cup komplett abgesagt wurden.

## Reguläre Saison

### Platzierungen
Abkürzungen: GP = Spiele, W = Siege, L = Niederlagen, OTL = Niederlage nach Overtime, SOL = Niederlage nach Shootout, GF = Erzielte Tore, GA = Gegentore, Pts = Punkte

Erläuterungen:       = Scotty-Munro-Memorial-Trophy-Gewinner

#### East Division
|                       | GP | W  | L  | OTL | SOL | GF  | GA  | Pts |
| --------------------- | -- | -- | -- | --- | --- | --- | --- | --- |
| Brandon Wheat Kings   | 24 | 18 | 4  | 2   | 0   | 104 | 61  | 38  |
| Winnipeg Ice          | 24 | 18 | 5  | 1   | 0   | 100 | 70  | 37  |
| Saskatoon Blades      | 24 | 16 | 5  | 2   | 1   | 80  | 62  | 35  |
| Prince Albert Raiders | 24 | 9  | 11 | 3   | 1   | 70  | 81  | 22  |
| Regina Pats           | 24 | 9  | 12 | 2   | 1   | 76  | 96  | 21  |
| Moose Jaw Warriors    | 24 | 8  | 13 | 3   | 0   | 71  | 95  | 19  |
| Swift Current Broncos | 24 | 6  | 16 | 2   | 0   | 72  | 108 | 14  |

#### Central Division
|                       | GP | W  | L  | OTL | SOL | GF  | GA  | Pts |
| --------------------- | -- | -- | -- | --- | --- | --- | --- | --- |
| Edmonton Oil Kings    | 23 | 20 | 2  | 0   | 1   | 104 | 41  | 41  |
| Medicine Hat Tigers   | 23 | 14 | 8  | 0   | 1   | 87  | 69  | 29  |
| Calgary Hitmen        | 21 | 10 | 8  | 3   | 0   | 72  | 79  | 23  |
| Lethbridge Hurricanes | 24 | 9  | 12 | 3   | 0   | 81  | 108 | 21  |
| Red Deer Rebels       | 23 | 4  | 15 | 4   | 0   | 59  | 106 | 12  |

#### B. C. Division
|                       | GP | W  | L  | OTL | SOL | GF | GA | Pts |
| --------------------- | -- | -- | -- | --- | --- | -- | -- | --- |
| Kamloops Blazers      | 22 | 18 | 4  | 0   | 0   | 87 | 51 | 36  |
| Vancouver Giants      | 22 | 12 | 10 | 0   | 0   | 71 | 59 | 24  |
| Kelowna Rockets       | 16 | 10 | 5  | 1   | 0   | 58 | 53 | 21  |
| Prince George Cougars | 22 | 9  | 10 | 2   | 1   | 57 | 62 | 21  |
| Victoria Royals       | 22 | 3  | 17 | 1   | 1   | 48 | 96 | 8   |

#### U. S. Division
|                      | GP | W  | L  | OTL | SOL | GF | GA | Pts |
| -------------------- | -- | -- | -- | --- | --- | -- | -- | --- |
| Everett Silvertips   | 23 | 19 | 4  | 0   | 0   | 91 | 45 | 38  |
| Portland Winterhawks | 24 | 13 | 8  | 3   | 0   | 96 | 72 | 29  |
| Seattle Thunderbirds | 23 | 10 | 12 | 0   | 1   | 67 | 82 | 21  |
| Spokane Chiefs       | 21 | 6  | 10 | 4   | 1   | 55 | 79 | 17  |
| Tri-City Americans   | 19 | 7  | 12 | 0   | 0   | 47 | 78 | 14  |

### Beste Scorer
Abkürzungen: GP = Spiele, G = Tore, A = Assists, Pts = Punkte, +/− = Plus/Minus, PIM = Strafminuten; Fett: Bestwert
| Spieler          | Team                | GP | G  | A  | Pts | +/− | PIM |
| ---------------- | ------------------- | -- | -- | -- | --- | --- | --- |
| Peyton Krebs     | Winnipeg Ice        | 24 | 13 | 30 | 43  | +11 | 28  |
| Ben McCartney    | Brandon Wheat Kings | 24 | 13 | 24 | 37  | +18 | 29  |
| Cole Fonstad     | Everett Silvertips  | 23 | 16 | 18 | 34  | +17 | 14  |
| Gage Goncalves   | Everett Silvertips  | 23 | 12 | 22 | 34  | +17 | 12  |
| Justin Sourdif   | Vancouver Giants    | 22 | 11 | 23 | 34  | +10 | 29  |
| Connor McClennon | Winnipeg Ice        | 24 | 14 | 19 | 33  | +6  | 27  |
| Jake Neighbours  | Edmonton Oil Kings  | 19 | 9  | 24 | 33  | +29 | 17  |
| Tristen Nielsen  | Vancouver Giants    | 22 | 15 | 17 | 32  | +9  | 14  |
| Ridly Greig      | Brandon Wheat Kings | 21 | 10 | 22 | 32  | +17 | 39  |
| Kyle Crnkovic    | Saskatoon Blades    | 24 | 10 | 22 | 32  | +9  | 8   |
|                  |                     |    |    |    |     |     |     |
| Lynden McCallum  | Brandon Wheat Kings | 22 | 21 | 6  | 27  | +8  | 14  |

### Beste Torhüter
Die kombinierte Tabelle zeigt die jeweils drei besten Torhüter in den Kategorien Gegentorschnitt und Fangquote sowie die jeweils Führenden in den Kategorien Shutouts und Siege.
Abkürzungen: GP = Spiele, Min = Eiszeit (in Minuten), W = Siege, L = Niederlagen, OTL = Overtime/Shootout-Niederlagen, GA = Gegentore, SO = Shutouts, Sv% = gehaltene Schüsse (in %), GAA = Gegentorschnitt; Fett: Bestwert; Sortiert nach Gegentorschnitt. Erfasst werden nur Torhüter mit 500 absolvierten Spielminuten.
| Spieler         | Team               | GP | Min  | W  | L | OTL | GA | SO | Sv%  | GAA  |
| --------------- | ------------------ | -- | ---- | -- | - | --- | -- | -- | ---- | ---- |
| Sebastian Cossa | Edmonton Oil Kings | 19 | 1144 | 17 | 1 | 1   | 30 | 4  | 94,1 | 1,57 |
| Dustin Wolf     | Everett Silvertips | 22 | 1298 | 18 | 3 | 0   | 39 | 4  | 94,0 | 1,80 |
| Dylan Garand    | Kamloops Blazers   | 18 | 1086 | 15 | 3 | 0   | 39 | 3  | 92,1 | 2,15 |
| Trent Miner     | Vancouver Giants   | 15 | 832  | 7  | 8 | 0   | 30 | 4  | 91,5 | 2,16 |

## Auszeichnungen

### All-Star-Teams
Im Gegensatz zu den Vorjahren wurde in dieser Saison ein All-Star-Team pro Division gekürt.
| East Division |                                              |
| Angriff:      | Connor Bedard – Peyton Krebs – Ben McCartney |
| Verteidigung: | Ryker Evans – Braden Schneider               |
| Tor:          | Nolan Maier                                  |

| Central Division |                                               |
| Angriff:         | Dylan Guenther – Brett Kemp – Jake Neighbours |
| Verteidigung:    | Cole Clayton – Matthew Robertson              |
| Tor:             | Sebastian Cossa                               |

| B. C. Division |                                                |
| Angriff:       | Tristen Nielsen – Justin Sourdif – Connor Zary |
| Verteidigung:  | Alex Kannok-Leipert – Kaedan Korczak           |
| Tor:           | Trent Miner                                    |

| U. S. Division |                                            |
| Angriff:       | Cole Fonstad – Gage Goncalves – Simon Knak |
| Verteidigung:  | Nick Cicek – Ronan Seeley                  |
| Tor:           | Dustin Wolf                                |

### Vergebene Trophäen
| Auszeichnung                      | Auszeichnung                 | Team                |
| --------------------------------- | ---------------------------- | ------------------- |
| Ed Chynoweth Cup                  | Ed Chynoweth Cup             | nicht vergeben      |
| Scotty Munro Memorial Trophy      | Scotty Munro Memorial Trophy | Edmonton Oil Kings  |
| Auszeichnung                      | Spieler                      | Team                |
| Four Broncos Memorial Trophy      | Peyton Krebs                 | Winnipeg Ice        |
| Bob Clarke Trophy                 | Peyton Krebs                 | Winnipeg Ice        |
| Bill Hunter Memorial Trophy       | Braden Schneider             | Brandon Wheat Kings |
| Jim Piggott Memorial Trophy       | Connor Bedard                | Regina Pats         |
| Del Wilson Trophy                 | Dustin Wolf                  | Everett Silvertips  |
| WHL Plus-Minus Award              | Jake Neighbours              | Edmonton Oil Kings  |
| Brad Hornung Trophy               | Eli Zummack                  | Spokane Chiefs      |
| Daryl K. (Doc) Seaman Trophy      | Ethan Peters                 | Edmonton Oil Kings  |
| Dunc McCallum Memorial Trophy     | nicht vergeben               | nicht vergeben      |
| Lloyd Saunders Memorial Trophy    | nicht vergeben               | nicht vergeben      |
| Doug Wickenheiser Memorial Trophy | nicht vergeben               | nicht vergeben      |
| WHL Playoff MVP                   | nicht vergeben               | nicht vergeben      |